# Stoki-Sikawa-Podgórze

Podział Łodzi na osiedla administracyjne - wyszczególnione osiedle Stoki

Stoki wśród osiedli dawnej dzielnicy Widzew

Stoki-Sikawa-Podgórze – osiedle administracyjne (jednostka pomocnicza gminy) w północno-wschodniej Łodzi, na obszarze Widzewa, zamieszkiwane przez 10 821 osób. 

## Obszar
Osiedle obejmuje trzy skupiska osadnicze, dawniej stanowiące podłódzkie wsie:
- Stoki - główna i największa część osiedla, od której wzięło ono swą nazwę
- Sikawa
- Podgórze (nie mylić z ulicą Podgórze znajdującą się na Stokach) – osiedle zwane też zwyczajowo Grembachem vel Grynbachem.

### Ulice znajdujące się w obszarze osiedla Stoki-Sikawa-Podgórze
Alpejska, Antoniewska, Bacowa, Bazaltowa, Beskidzka (do ul. Kierpcowej), Białoruska, Brzezińska (tylko numery nieparzyste - do ul. Giewont), Tytusa Chałubińskiego, Chmurna, Bronisława Czecha (do ul. Giewont), Czechosłowacka, Czorsztyńska, Jana Dębowskiego (numery parzyste - od początku do ul. Rysy, nieparzyste - od początku do ul. Hyrnej), Dolina Kościeliska, Dunajec, Edwarda (od początku do ul. Lawinowej), Gazdy, Giewont (numery parzyste - od początku do ul. Krokiew, wszystkie numery nieparzyste), Gorce, Górska, Graniowa, Grodzka, Gubałówka, Halna, Herberta, Hyrna (numery nieparzyste), Jadwigi, Janosika, Jarowa, Jesienna, Jędrowizna, Juhasowa, Junacka, Karkonoska, Kasprowy Wierch, Kierpcowa, Kmiecia, Kobzowa, Konstytucyjna (tylko numery parzyste - od ul. Małachowskiego), Kraterowa, Zygmunta Krasińskiego,  Kresowa, Krokiew, Krokusowa, Krzemieniowa, Lawinowa (do ul. Lewarowej), Lewarowa, Limbowa, Listopadowa (od ul. Hyrnej), Stanisława Małachowskiego (od ul. Konstytucyjnej), Mateusza, Mazowiecka, Miechowska, Miłosza, Morskie Oko, Niciarniana (od CKD do torów kolejowych przy dworcu PKP Łódź Niciarniana), Nowogrodzka, Ormiańska, Oskardowa, Ostrołęcka, Pieniny, Podgórze, Pograniczna, Połoniny, Pomorska (numery parzyste - od nr 166 do ul. Hyrnej, nieparzyste - od ul. Konstytucyjnej do ul. Mazowieckiej), Potokowa, Poronińska, Powstańców Śląskich, Prezydenta, Promień, Przełęcz, Pszczyńska, Raszyńska, Rysy, Sabały, Saneczkowa, Sądecka, Selekcyjna, Skalna, Spartakusa, Spiska, Stokowska, Strążyska, Surowcowa, Szarotki, Szczawnicka, Szczytowa, Śnieżna, Taternicza, Telefoniczna (od torów kolejowych linii nr 16), Turnie, Wagonowa, Wayne’a, Wąwozowa, Weselna, Wichrowa, Wierchowa, Wilanowska, Wiślicka, Wodociągowa, Wodospadowa, Wyżynna, gen. Mariusza Zaruskiego, Zaspowa, Zbocze, Zbójnicka, Zrębowa, Żlebowa. 